# Longose
Hedychium gardnerianum
Espèce
Classification phylogénétique

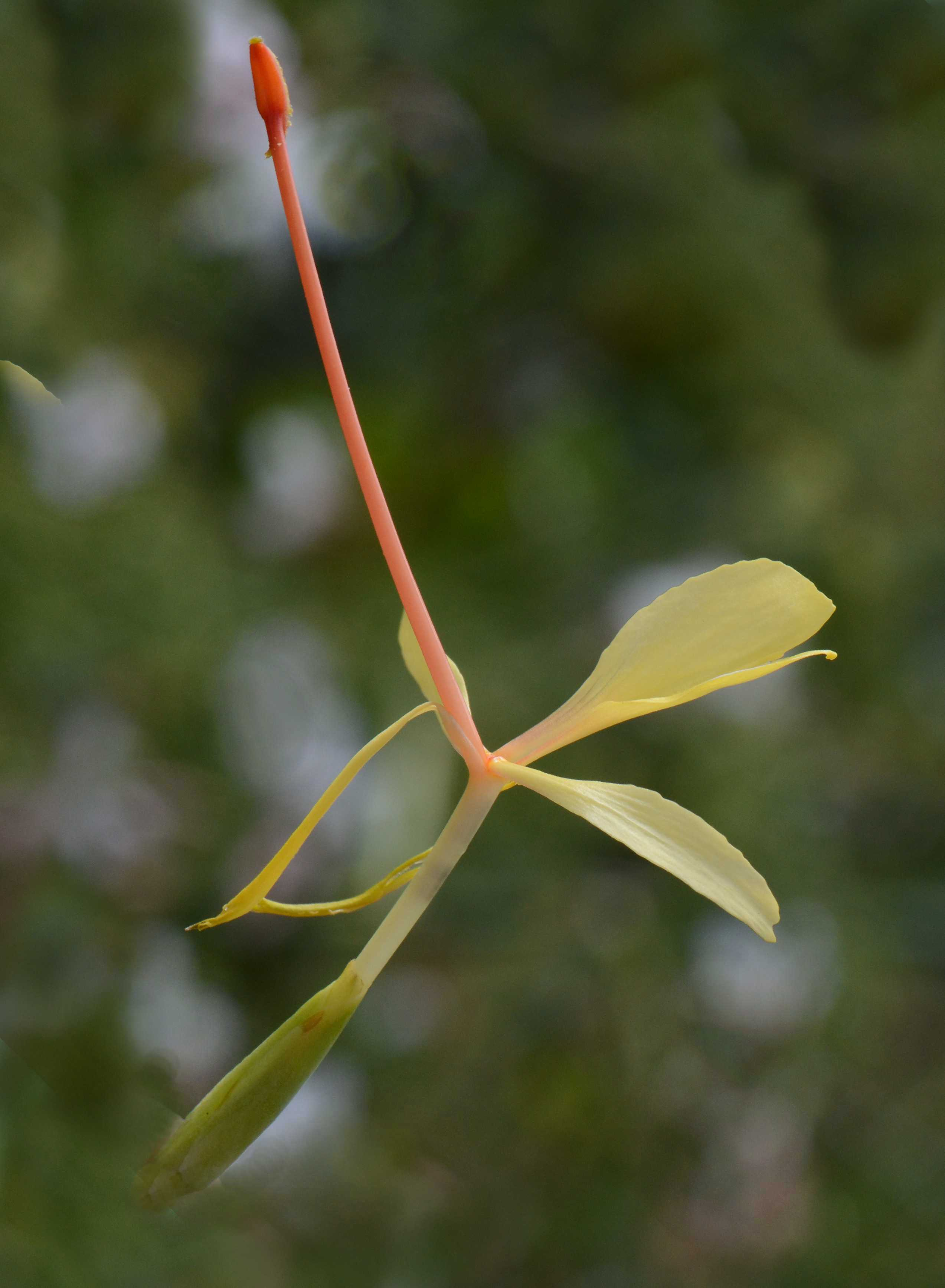
Hedychium gardnerianum, fleur à deux staminodes latéraux et un labelle central bilobé, jaune citron, une étamine rouge, fertile, dressée.

Le longose (Hedychium gardnerianum) est une espèce de plantes à fleurs du genre Hedychium et de la famille des Zingibéracées. C'est une plante herbacée originaire des régions himalayennes du nord de l'Inde, du Népal, Sikkim et Bhoutan.
Elle a été introduite dans de nombreuses régions tropicales et subtropicales comme plante ornementale, de la Martinique à Hawaii en passant par l'Afrique du Sud, la Nouvelle-Zélande et La Réunion où elle est devenue bien souvent une envahissante agressive.

## Étymologie
Le nom de genre hedychium dérive du grec hêdus ἡδύς « doux », et khiôn χιών « flocon de neige »  et signifie « flocon de neige suave » en référence aux fleurs blanches et parfumées de certaines espèces.
Les européens ont découvert cette plante grâce au naturaliste danois Nathaniel Wallich, dans la vallée de Katmandou au Népal. Il en envoya en 1819 un spécimen, de Calcutta au Jardin Botanique de Liverpool (UK) où elle fut multipliée. Wallich lui donna l'épithète spécifique de gardneriana en honneur d'Edward Gardner, administrateur colonial résidant à la cour du Rajah de Katmandou et fils de l'amiral Lord Gardner,.

## Description
L'Hedychium gardnerianum est une plante herbacée, géophyte, vivant en populations denses, dotée de puissants rhizomes tubéreux, sortant souvent du sol. Du rhizome émerge une pseudo-tige (formée des gaines foliaires), droite, érigée, de 1,50  à   3 m de haut.
Les feuilles, alternes, disposées régulièrement le long de la tige (distiques), font 12 cm sur 30 cm de long, et sont ovales, acuminées.
L'inflorescence terminale, volumineuse (de 25  à   30 cm de haut et 15 cm de diamètre), en épis, se dresse à l'extrémité de la tige. Elle porte un grand nombre de fleurs zygomorphes, émergeant chacune d'une bractée verte, enroulée en tube, de 3 cm de long.
Les fleurs sont jaunes et très parfumées. La fleur comporte un calice, jaunâtre, cylindrique de 4–5 cm, fendue  et une corolle tubulaire, jaune citron, terminée par des lobes linéaires à linéaire-lancéolés. Sur les 4 staminodes pétaloïdes, deux sont soudées en un labelle bilobé (ressemblant à des pétales), jaune citron. La longue étamine rouge fertile, longue de 7 cm, est creusée d'un sillon, parcouru par le style (le filament est refermé sur le style) ; le stigmate émerge à l'extrémité de l'anthère.
L'ovaire est formé de trois carpelles soudés. Deux nectaires sont présents.
Dans son aire d'origine, H. gardnerianum fleurit et fructifie de juillet à décembre.
 À La Réunion, la floraison a lieu entre décembre et mars et la fructification d'avril à août. Par la suite, les parties aériennes de la plante meurent et de nouvelles tiges émergent des bourgeons axillaires du rhizome. La fleur est délicieusement parfumée.
Le fruit est une capsule charnue, orange, de 1,5 cm de long contenant de nombreuses graines de 5–6 mm d'abord rouges puis virant au gris.
La propagation se fait par les rhizomes et les graines transportées par les oiseaux.

## Répartition

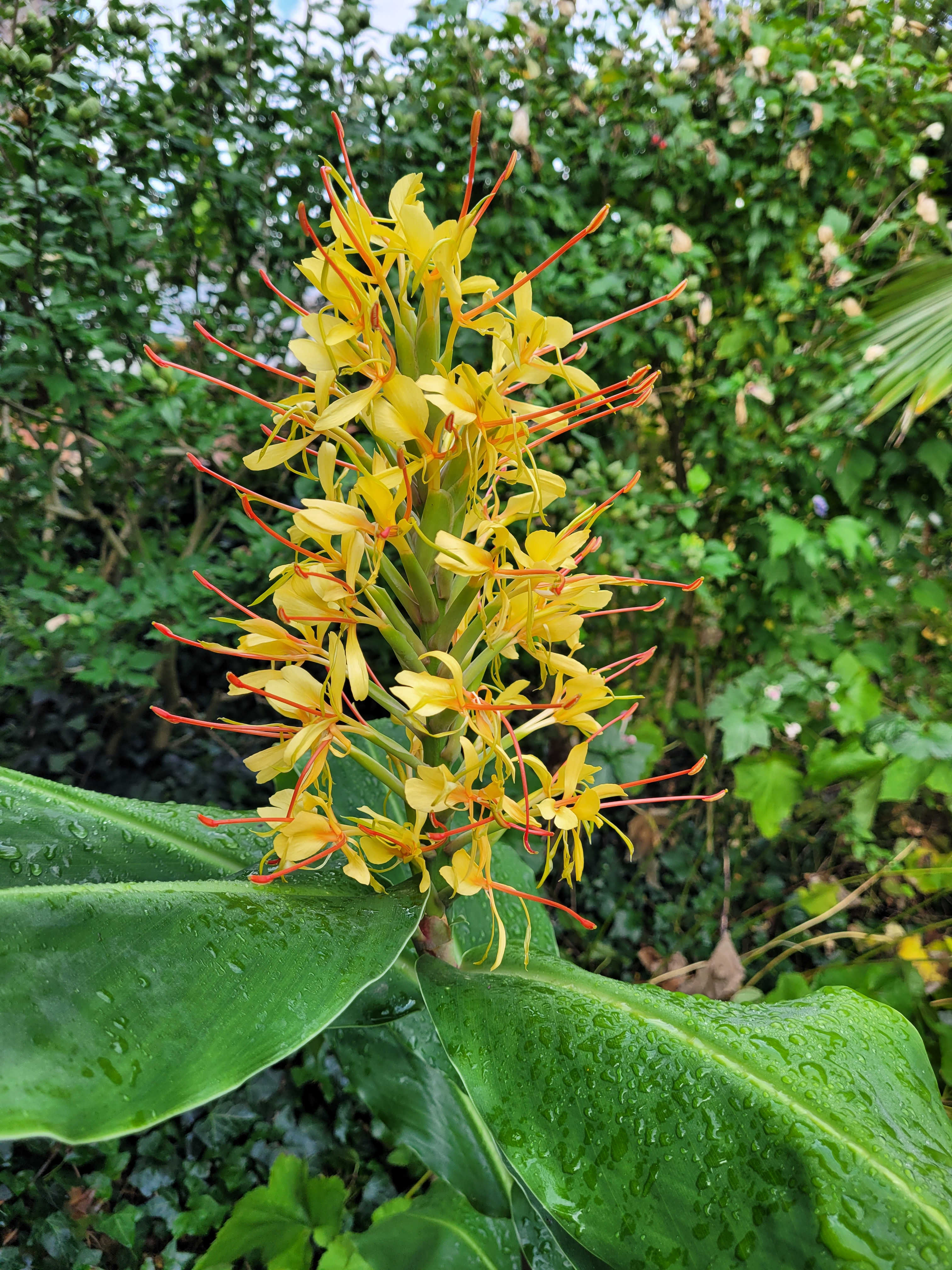
Floraison d'un Hedychium gardnerianum, début septembre 2021, planté en pleine terre dans un jardin près de Cognac, après un été très arrosé.

L'Hedychium gardnerianum  est originaire des contreforts himalayens de l'Inde et du Népal. Elle croît à une altitude de 1200-2500 mètres, dans une région montagneuse fraiche, de type subtropical.
Elle a été introduite comme plante ornementale dans les régions tropicales et tempérées chaudes. Elle peut être cultivée en France métropolitaine, à condition de la rentrer en serre l'hiver ou de bien la pailler les premières années, le temps que la plante s'installe.  
D’après l’expérience de différents amateurs, ce serait une des espèces les plus rustiques du genre. Un été normal de nos régions tempérées suffit généralement pour que la plante assure le développement complet de son cycle, avec une belle floraison à l'automne ou en fin d'été. Un gel en dessous de -2 °C peut détruire les parties aériennes, mais de nouvelles tiges seront émises au printemps.

## Espèce envahissante
Dans de nombreuses régions où la plante a été introduite, elles s'est naturalisée et est devenue envahissante. Elle forme alors rapidement des formations denses et impénétrables qui étouffent la végétation indigène.
Hedychium gardnerianum  figure sur la liste de l’UICN des 100 espèces parmi les plus envahissantes au monde. Elle est envahissante en Afrique du Sud, en Nouvelle-Zélande, à Hawaï, à La Réunion, aux Açores.
Elle fut introduite à La Réunion en 1819, où elle fut cultivée un certain temps pour en extraire son huile essentielle.  Actuellement, elle est devenue envahissante en certains endroits des Hauts comme La Plaine-des-Palmistes. Elle croît dans des zones humides recevant 2 000–3 000 mm d'eau par an, avec une température moyenne variant de 11 à 17 °C.
Elle est dispersée par ses graines que mangent les oiseaux. Une fois implantée quelque part, son expansion se fait par le biais des rhizomes.
Elle croît dans les sous-bois, les bords des routes et les milieux perturbés.
La lutte contre l'envahissement est difficile. Les fleurs peuvent être coupées pour empêcher la fructification et la propagation par les graines. Les rhizomes peuvent être déterrés mais ils sont difficiles à brûler et ne doivent pas être compostés.

## Composition chimique
Le rhizome, les feuilles et les fleurs sont très aromatiques et il est possible d'en extraire une huile essentielle.
D'après les analyses de Weyerstahl et al., l'huile essentielle du rhizome de H. gardnerianum contient environ 30 % de sesquiterpènes, formés principalement de dérivés cadinane.
L'huile essentielle du rhizome d'Hedychium gardnerianum,  prélevé aux Fidji, est riche en α-pinène, β-Pinène, 1,8-cinéole,  linalol. L'huile essentielle des fleurs est riche en  camphène, β-pinène, caryophyllène et oxyde de caryophyllène.
Elle a une grande activité antioxydante et une activité antimicrobienne, en particulier contre Staphylococcus aureus et S. epidermis.

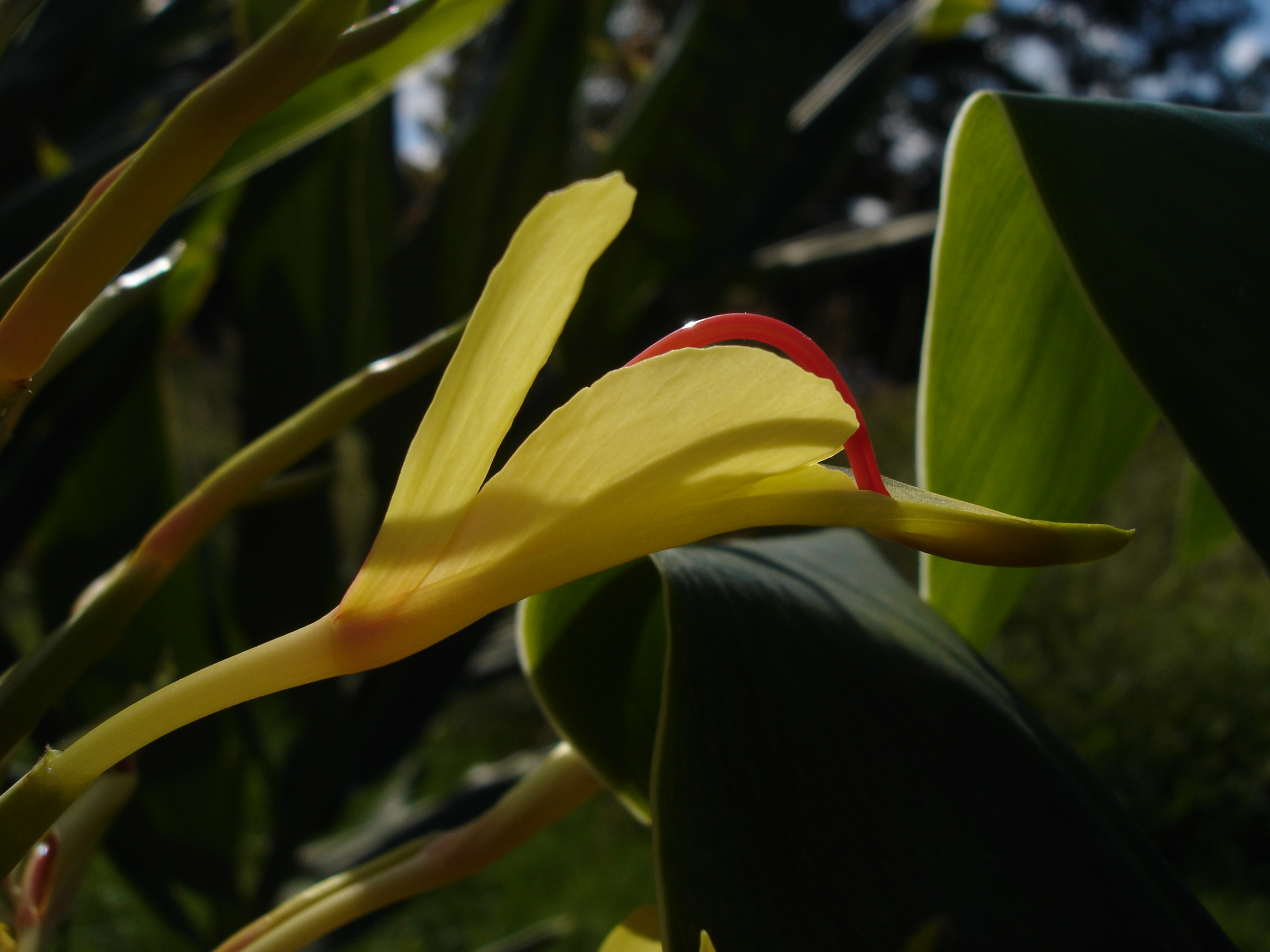
Fleur
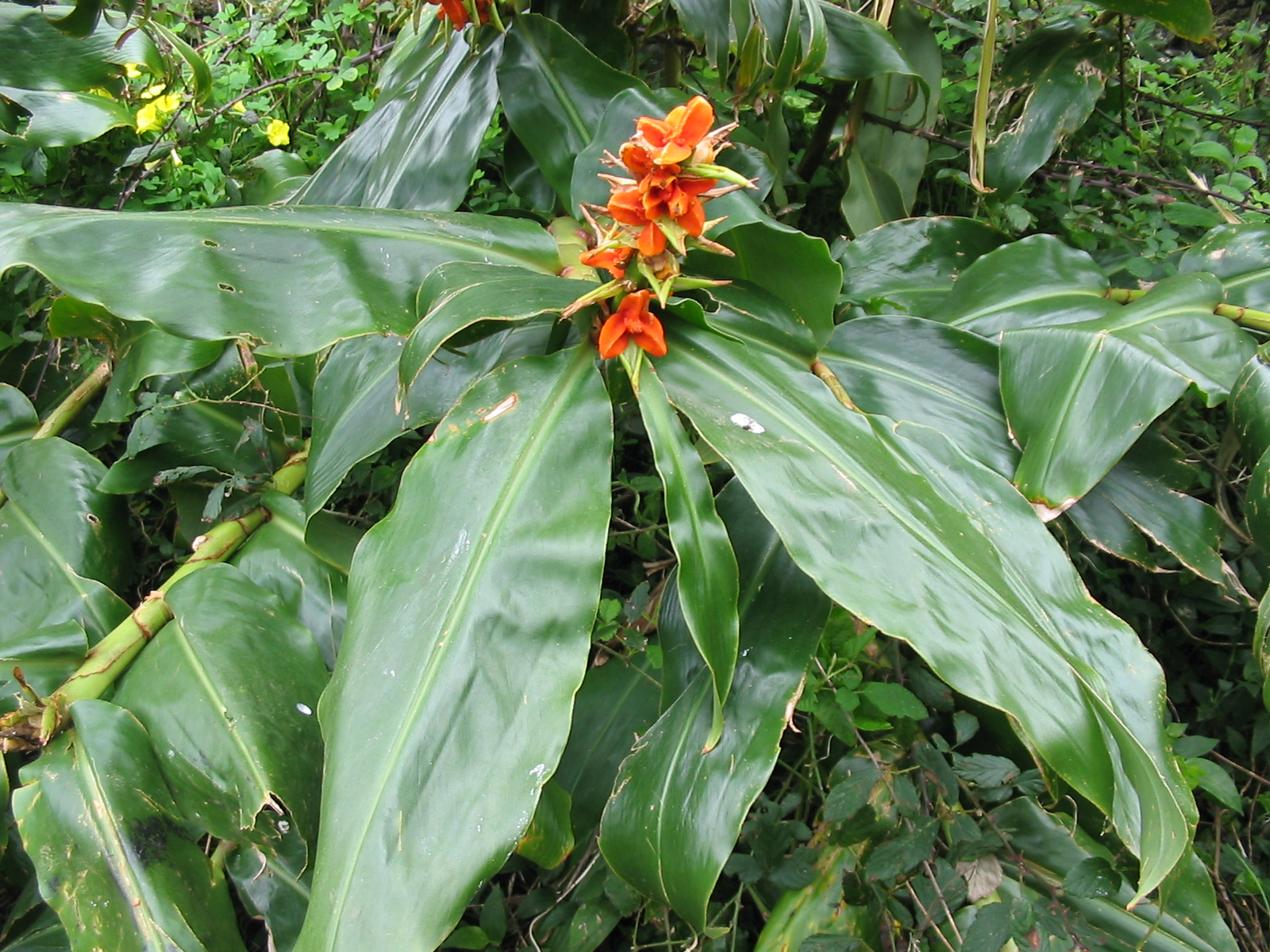
Fruits
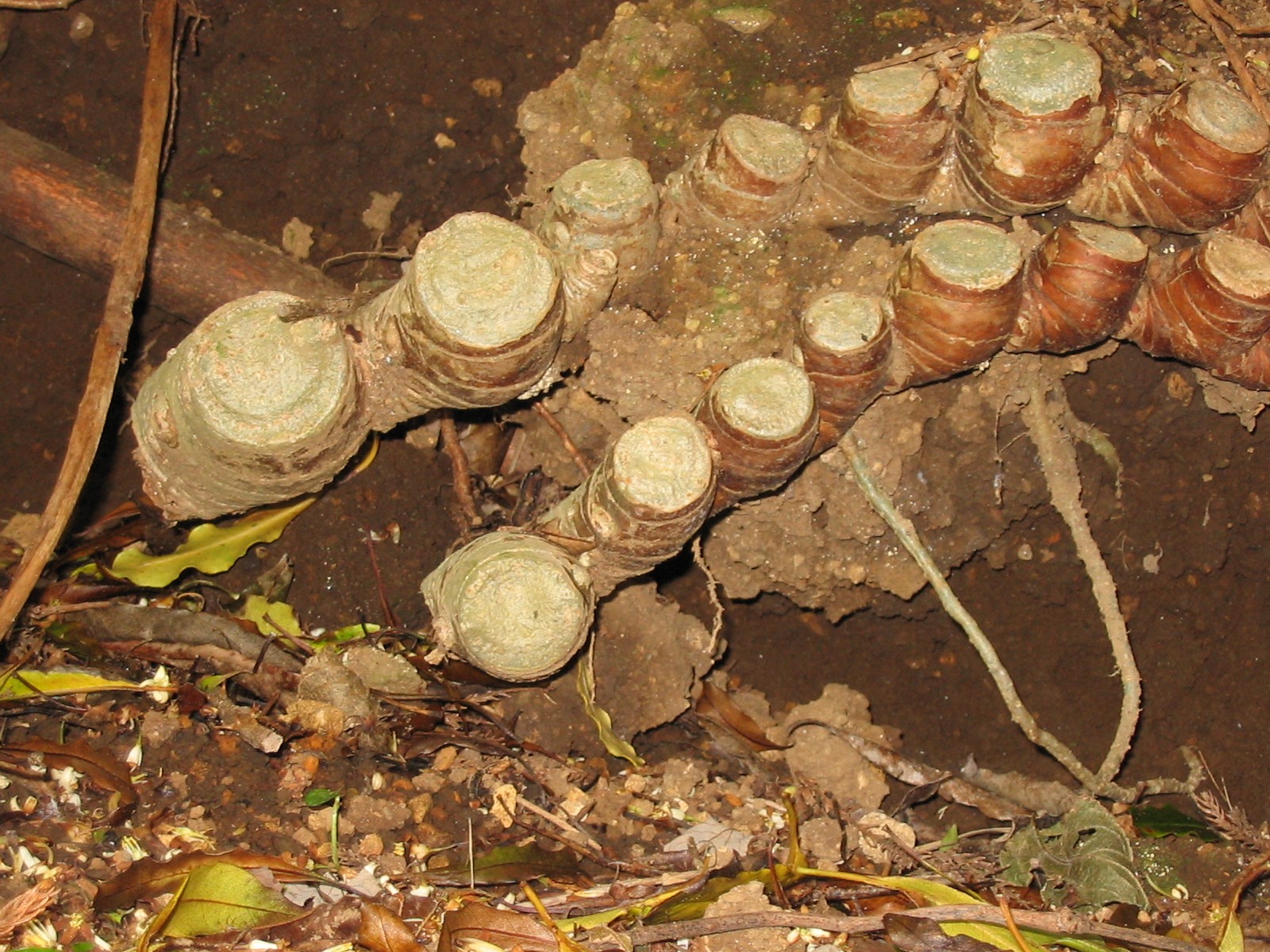
Rhizome (sections des tiges annuelles sénescentes)